# بيتر كورنينغ
بيتر كورنينغ (بالإنجليزية: Peter Corning)‏ هو مهندس معماري وأحيائي أمريكي، ولد في 1935.